# White Wolf Publishing
White Wolf Publishing — компания, занимавшаяся изданием настольных ролевых игр. Создана в декабре 1990 году в Джорджии. Прежде всего известна по играм в сеттинге Мира Тьмы. В 2006—2015 годах входила в структуру исландского разработчика и издателя компьютерных игр CCP Games, в 2015 году была приобретена шведским издателем Paradox Interactive. В 2018 году компания White Wolf прекратила самостоятельное существование и была полностью интегрирована в Paradox Interactive.

## История

### Становление компании
В 1986 году братья Стюарт и Стив Вик из Алабамы, будучи учащимися старшей школы, начали выпускать свой фэнзин, посвящённый настольным ролевым играм. Изначально он назывался Arcanum, но вскоре название было изменено на White Wolf (Белый волк) в честь героя романов Майкла Муркока Элрика из Мельнибонэ, носившего такое прозвище. Первый номер журнала White Wolf вышел в августе 1986 года. Изначально в журнале освещалась популярная в те годы игре Advanced Dungeons & Dragons, но со временем он стал всё больше внимания удалять играм от небольших независимых издательств (например, Skyrealms of Jorune, Ars Magica и RuneQuest). За несколько лет White Wolf превратился в профессиональное издание и обрёл популярность среди любителей ролевых игр. Компания братьев Вик, занимающаяся его выпуском, получила название White Wolf Publishing.
Созданное в 1987 году в Миннесоте небольшое независимое издательство Lion Rampant было известно своей игрой Ars Magica и почти с самого своего основания тесно сотрудничало с журналом White Wolf. Когда в 1990 году Lion Rampant, перебравшееся к тому времени в Джорджию, столкнулось с финансовыми проблемами, его владелец Марк Рейн-Хаген решил объединиться с братьями Вик. Втроём они в декабре 1990 года основали новую компанию, получившую название White Wolf (в начале 1993 года название сменилось на White Wolf Game Studio). Помимо выпуска журнала, освещающего индустрию настольных ролевых игр, новое издательство и само взялось за выпуск игр.

### Мир Тьмы
Оставив работу над Ars Magica другим сотрудникам издательства, Рейн-Хаген после объединения с White Wolf взялся за разработку нового амбициозного проекта, которым стала игра про современным вампиров, получившая название Vampire: The Masquerade. По изначальной задумке игра должна была стать лицензированным продуктом во вселенной «Вампирских хроник» Энн Райс, но в итоге авторы отказались от этой идеи и придумали собственный сеттинг. Игра выходила во всех отношениях революционной, в ней уделялось куда больше внимания сюжетам и персонажам, чем подземельям и сражениям. Важными темами игры были политика, интриги, страх и внутренний конфликт. Vampire: The Masquerade была пропитана атмосферой готики, даже обложка игры с изображением красной розы на фоне плиты из зелёного мрамора разительно отличалась от прочих ролевых игр того времени.
Игровая механика при этом не была чем-то принципиально новым. Ею занимался Том Дауд, один из создателей Shadowrun, использовавший многие элементы своей прошлой игры. Важным моментом было введение вампирских дисциплин, превращающих игровых персонажей в своеобразных супергероев. Также на позднем этапе разработки авторы решили ввести в игру кланы вампиров, своей концепцией напоминавшие классы из других популярных ролевых игр вроде D&D и помогавшие игрокам формировать более чёткие концепции персонажей.
Необычность Vampire: The Masquerade и активная маркетинговая кампания (через дистрибьюторов было выпущено 30-40 тыс. буклетов с описанием будущей игры) вызвали к игре огромный интерес. Она вышла в 1991 году и моментально стала хитом. В тот же год White Wolf потеряла некоторых сотрудников: Стив Вик ушёл из компании на два года, чтобы заняться своим образованием; пришедшие в объединённую компанию вместе с Lion Rampant Николь Линдрус и Лиза Стивенс перешли в другие игровые студии (Atlas Games и Wizards of the Coast, соответственно). Несмотря на потери штат сотрудников компании только вырос за счёт новых лиц, которые на волне успеха Vampire: The Masquerade занялись созданием новых игр в том же сеттинге Мира Тьмы. Всего за пять лет вышло пять новых игр, демонстрирующих различные стороны этого сеттинга: Werewolf: The Apocalypse (1992), Mage: The Ascension (1993), Wraith: The Oblivion (1994) и Changeling: The Dreaming (1995).

### В CCP Games
С 11 ноября 2006 года — издательский отдел CCP Games. Результатом слияния стала настольная ролевая игра EVE: Conquests.
В 2012 году бывший сотрудник White Wolf Ричард Томас основал компанию Onyx Path Publishing, которая получила права на издания продуктов по сеттингам World of Darkness, Exalted, Scion и The Trinity Universe.

### В Paradox Interactive
В 26 октября 2015 году White Wolf была приобретена шведским разработчиком и издателем компьютерных и настольных игр Paradox Interactive. Сумма сделки между CCP Games и Paradox Interactive озвучена не была, но, как пояснил глава Paradox Фредрик Вестер, эта сделка является самой крупной в истории компании. Компания была выкуплена вместе с правами на сеттинг World of Darkness.
В декабре 2018 года компания White Wolf прекратила самостоятельное существование и была полностью интегрирована в Paradox Interactive.

## Известная продукция
Мир Тьмы (World of Darkness)
Также известен как «Старый Мир Тьмы»
- Vampire: The Masquerade (также ответвления Vampire: The Dark Ages / Dark Ages: Vampire и Victorian Age: Vampire)
- Werewolf: The Apocalypse (также ответвления Werewolf: The Wild West и Werewolf: The Dark Ages / Dark Ages: Werewolf)
- Mage: The Ascension (также ответвления Mage: The Sorcerer’s Crusade и Dark Ages: Mage)
- Wraith: The Oblivion (также ответвление Wraith: The Great War)
- Changeling: The Dreaming (также ответвление Dark Ages: Fae)
- Kindred of the East (также ответвление Blood and Silk)
- Hunter: The Reckoning (также ответвление Dark Ages: Inquisitor)
- Mummy: The Resurrection
- Demon: The Fallen (также ответвление Dark Ages: Devil’s Due)
- Orpheus

Хроники Тьмы (Chronicles of Darkness)
Ранее известен как «Новый Мир Тьмы». Развитием этой серии с 2015 года занимается издатель Onyx Path.
- Vampire: The Requiem
- Werewolf: The Forsaken
- Mage: The Awakening
- Promethean: The Created
- Changeling: The Lost
- Hunter: The Vigil
- Geist: The Sin-Eaters
- Mummy: The Curse
- Demon: The Descent
- Beast: The Primordial

Прочие
- Exalted
- Trinity
- Aberrant
- Adventure!
- Pendragon
- Scion
- Street Fighter: The Storytelling Game
- Engel